# TruANT
Truant (estilizado como truANT ) é o terceiro álbum de estúdio da banda de rock americana Alien Ant Farm. Foi lançado em 19 de agosto de 2003 pela DreamWorks Records. Os produtores do álbum foram o guitarrista e baixista do Stone Temple Pilots, Robert DeLeo e Dean DeLeo. "These Days" foi lançado nas rádios em 1º de julho de 2003. "Glow" foi lançado nas rádios em 9 de setembro de 2003.
O videoclipe da faixa "These Days" foi filmado em um telhado do outro lado da rua do Kodak Theatre em Los Angeles . A gravação surpresa do vídeo foi filmada durante o BET Awards de 2003, enquanto vários artistas de hip hop e rappers chegavam ao tapete vermelho antes da premiação. O vídeo capta a reação de muitos artistas, incluindo Nelly, Snoop Dogg e Lil' Kim.
O vocalista deu uma entrevista e disse o seguinte sobre a gravação do clipe: "Eu adoraria fazer algo assim de novo - foi uma das coisas mais legais que já fizemos. Foi estressante e nem sabíamos se ficaria legal. Eu tenho algumas versões do vídeo que as pessoas nunca viram, mas é meio que misturado e muito aleatório. Mas todos concordaram, o cenário BET foi o melhor de todos os três cenários, você sabe, então nós apenas o seguimos. Com a parada do orgulho gay, tivemos algumas fotos em câmera lenta de mim bebendo e cuspindo aquela bebida mexicana branca Orchata e parecia sêmen puro. Quero dizer, eu estava em um carro alegórico do orgulho gay com esses grandes caras gays ao meu lado. Enviamos uma versão para a MTV e eles nos disseram que nunca iriam tocá-la porque é muito retorcida. Eu realmente queria que essa versão fosse ao ar, mas eles não o fizeram." 
A arte da capa do álbum é baseada na clássica pasta escolar da marca americana Pee Chee, apresentando os rostos dos membros da banda.

## Recepção
TruANT recebeu críticas geralmente favoráveis dos críticos musicais. No Metacritic, o álbum recebeu nota média de 63, com base em dez resenhas.
"These Days" apareceu em várias paradas de componentes da Billboard: número 36  no Active rock , número 29 no Alternative Airplay , número 38 no Mainstream Rock Songs , e número 40 no Heritage Rock. 
| Críticas profissionais | Críticas profissionais |
| Pontuações agregadas   | Pontuações agregadas   |
| Fonte                  | Avaliação              |
| ---------------------- | ---------------------- |
| Metacritic             | 63/100                 |
| Avaliações da crítica  |                        |
| Fonte                  | Avaliação              |
| Allmusic               | [ 2 ]                  |
| Blender                | [ 3 ]                  |
| Drowned in Sound       | [ 4 ]                  |
| Entertainment Weekly   | B+                     |
| IGN                    | 9.5/10                 |
| PopMatters             | [ 7 ]                  |
| Rolling Stone          | [ 8 ]                  |
| Spin                   | [ 9 ]                  |
| USA Today              | [ 10 ]                 |
| Yahoo! Music           | [ 11 ]                 |

## Musicas
| Todas as musicas escritas por Alien Ant Farm |                  |         |  |
| N.º                                          | Título           | Duração |  |
| 1.                                           | "1000 Days"      | 3:07    |  |
| 2.                                           | "Drifting Apart" | 2:54    |  |
| 3.                                           | "Quiet"          | 3:01    |  |
| 4.                                           | "Glow"           | 3:17    |  |
| 5.                                           | "These Days"     | 3:06    |  |
| 6.                                           | "Sarah Wynn"     | 3:24    |  |
| 7.                                           | "Never Meant"    | 3:06    |  |
| 8.                                           | "Goodbye"        | 4:06    |  |
| 9.                                           | "Tia Lupé"       | 4:01    |  |
| 10.                                          | "Rubber Mallet"  | 3:09    |  |
| 11.                                          | "S.S. Recognize" | 3:51    |  |
| 12.                                          | "Hope"           | 3:40    |  |
| Duração total:                               | Duração total:   | 40:43   |  |

| Faixa bônus da versão britânica |         |         |  |
| N.º                             | Título  | Duração |  |
| 13.                             | "Words" | 2:42    |  |

## Ficha Técnica
Alien Ant Farm:
- Dryden Mitchell – Vocal principal, Violão.
- Terry Corso – Guitarras, Vocal de apoio
- Tye Zamora – Baixo, Vocal de apoio, Kalimba, Piano.
- Mike Cosgrove – Bateria